# Catocala vidua

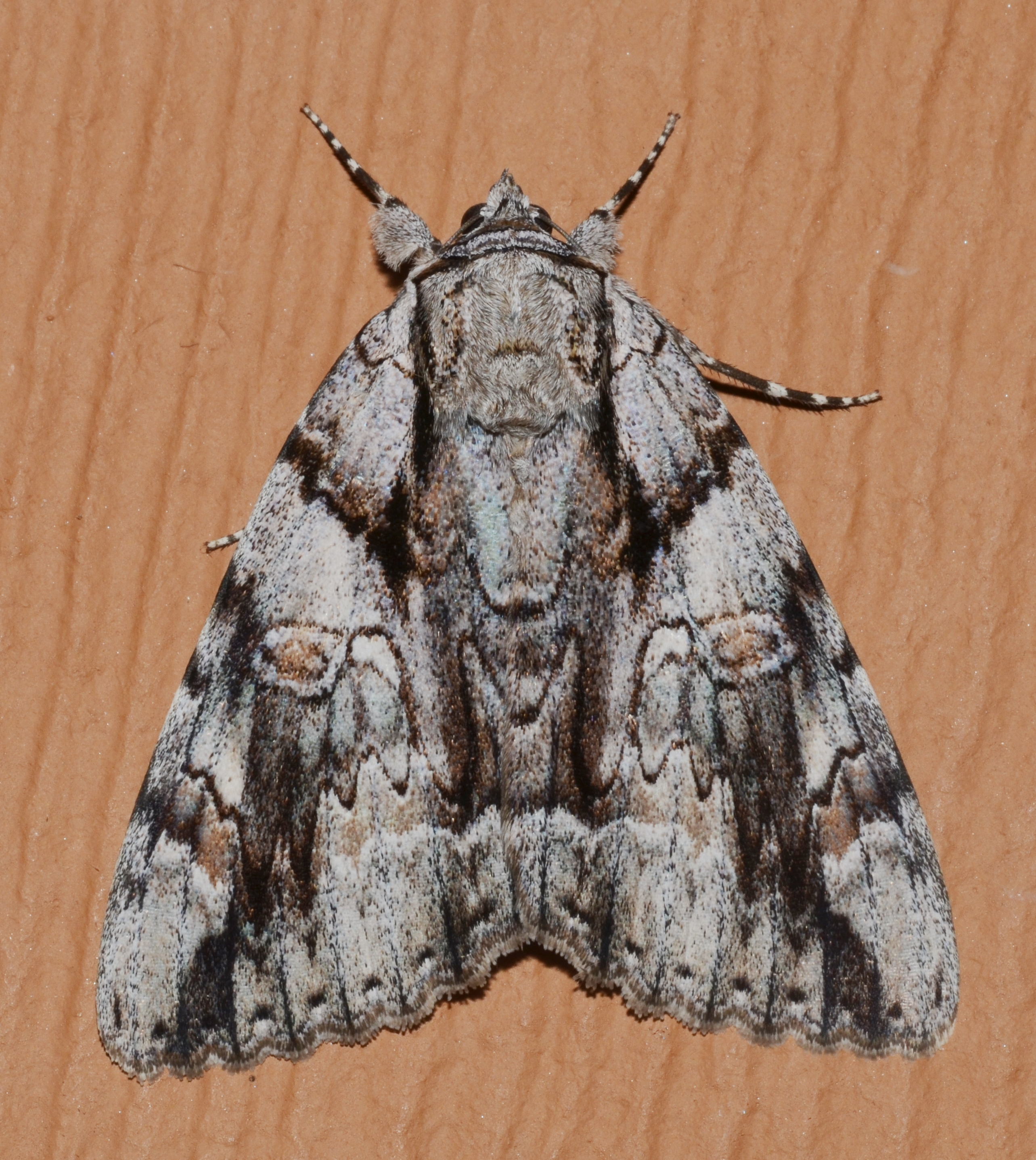
Falter von Catocala vidua in Ruhestellung

Catocala vidua ist ein in Nordamerika vorkommender Schmetterling (Nachtfalter) aus der Familie der Eulenfalter (Noctuidae). Das Artepitheton leitet sich vom lateinischen Wort vidua mit der Bedeutung Witwe ab und bezieht sich auf die graue und schwarze Kleidung, die eine trauernden Witwe trägt und die auch die Grundfarben der Falter darstellt.

## Merkmale
Die Falter erreichen eine Flügelspannweite von 69 bis 85 Millimetern. Die Vorderflügeloberseite ist aschgrau bis graubraun gefärbt und schwärzlich marmoriert bzw. gestreift. Innere und äußere Querlinie sind schwarz und stark gezackt. Während die deutliche Nierenmakel bräunlich gefüllt ist, fehlt in der Regel die Ringmakel. Die Hinterflügeloberseite ist zeichnungslos tiefschwarz, die Fransen sind seidig weiß. 

## Verbreitung und Lebensraum
Catocala vidua kommt in den östlichen und mittleren Regionen Nordamerikas verbreitet bis lokal vor. Die Art besiedelt Laubwälder.

## Lebensweise
Die nachtaktiven, univoltinen Falter sind zwischen Juli und Oktober anzutreffen. Sie besuchen künstliche Lichtquellen und Köder. Die Raupen ernähren sich in erster Linie von den Blättern verschiedener Hickoryarten (Carya). Zu den Nahrungspflanzen zählen weitere Walnussgewächse (Juglandaceae), Eichen (Quercus), Weiden (Salix) und Gewöhnliche Robinie (Robinia pseudoacacia). Die Art überwintert im Eistadium.